# أبو النضر الطوسي
أَبُو النَّضْر مُحَمَّدُ بنُ مُحَمَّدِ بنِ يُوْسُفَ الطُّوْسِيّ، الشَّافِعِيُّ، وصفه الذهبي بـ الإِمَامُ، والحَافِظُ، الفَقِيْه، العَلاَّمَة، القُدْوَة، شَيْخُ الإِسْلاَم، شَيْخُ المَذْهَب بِخُرَاسَانَ. وحظي بمكانة كبيرة في زمانه بين الخُراسانين خاصة، ولد نحو (سنة 250 ه‍ـ وتوفي سنة 344 ه‍ـ).

## سيرته
تعلم وسمع ببلده: من إبراهيم بن إسماعيل، وتميم بن محمد، وبنيسابور: من أحمد بن سلمة، والحسين بن محمد القباني، ومحمد بن عمرو الحرشي، وبهراة: من عثمان بن سعيد الدارمي، ومعاذ بن نجدة، وببغداد: من إسماعيل القاضي، والحارث بن أبي أسامة، وبمكة: من علي بن عبد العزيز، وغير ذلك من البلاد؛ وتفقه على محمد بن نصر المروزي، وسمع منه فأكثر. قال الحاكم: رحلت إليه مرتين، وسمعت كتابه المستخرج على مسلم، وسألته: متى تتفرغ للتصنيف مع هذه الفتاوى؟ فقال: قد جزأت الليل ثلاثة أجزاء، جزء للتصنيف، وجزء لقراءة القرآن، وجزء للنوم، وكان إماما، عابدا، بارع الأدب، ما رأيت في مشايخي أحسن صلاة منه، كان يصوم النهار، ويقوم الليل، ويتصدق بما فضل من قوته، ويأمر بالمعروف، وينهى عن المنكر، قال أحمد بن منصور الحافظ،: أبو النضر يفتي من نحو سبعين سنة، ما أُخذ عليه في الفتوى قط.
قال الحاكم: ودخلت طوس، وأبو أحمد الحافظ على قضائها، فقال: ما رأيت في بلد من بلاد الإسلام مثل أبي النضر.
توفي في شعبان سنة أربع وأربعين وثلاث مائة.